# O Crush Perfeito
O Crush Perfeito é uma série de televisão brasileira de namoro da Netflix, baseada na série de televisão americana Dating Around lançada em 10 de julho de 2020.